# The Music Institute
The Music Institute est une discothèque située à Détroit aux États-Unis, créée par Chez Damier, Alton Miller et George Baker en 1987 et fermée en 1989. Ce club est connu aujourd'hui pour avoir longtemps été le seul établissement diffusant la techno de Détroit, équivalent du Warehouse pour la house et du Paradise Garage pour le garage.